# Aristolochia arcuata
Aristolochia arcuata är en piprankeväxtart som beskrevs av Maxwell Tylden Masters. Aristolochia arcuata ingår i släktet piprankor, och familjen piprankeväxter. Inga underarter finns listade i Catalogue of Life.